# 奈倉哲三
奈倉 哲三（なぐら てつぞう、1944年 - ）は、日本の歴史学者。跡見学園女子大学名誉教授。近世民衆思想史、日本思想史専攻。

## 来歴
東京都生まれ。早稲田大学大学院文学研究科修士課程修了。東京都立大学大学院人文科学研究科博士課程単位取得。「真宗信仰の思想史的研究 越後蒲原門徒の行動と足跡」で文学博士（1990年、東京都立大学）。山陽学園大学教授、跡見学園女子大学文学部教授を経て、跡見学園女子大学名誉教授。
子にロシア文学翻訳家の奈倉有里、小説家の逢坂冬馬。

## 著書
- 『真宗信仰の思想史的研究―越後蒲原門徒の行動と足跡』 (歴史科学叢書) （校倉書房）1990年
- 『幕末民衆文化異聞―真宗門徒の四季』 (歴史文化ライブラリー) （吉川弘文館）1999年
- 『諷刺眼維新変革　民衆は天皇をどう見ていたか』（校倉書房）2005年
- 『絵解き幕末諷刺画と天皇』（柏書房）2007年
- 『錦絵解析 天皇が東京にやって来た! 』（東京堂出版）2019年

### 共編
- 『戊辰戦争の新視点 上　世界・政治』（箱石大, 保谷徹と共編）吉川弘文館 2018年
- 『戊辰戦争の新視点 下　軍事・民衆』（箱石大, 保谷徹と共編）吉川弘文館 2018年